# Faulbruch von Erzhausen
Faulbruch von Erzhausen este o arie protejată (arie specială de conservare — SAC, sit de importanță comunitară — SCI) din Germania întinsă pe o suprafață de 15,24 ha, integral pe uscat.

## Localizare
Centrul sitului Faulbruch von Erzhausen este situat la coordonatele 49°56′50″N 8°39′19″E / 49.9472°N 8.6553°E.

## Înființare
Situl Faulbruch von Erzhausen a fost declarat sit de importanță comunitară în noiembrie 2004 pentru a proteja 3 specii de animale. Situl a fost protejat și ca arie specială de conservare în martie 2008.

## Biodiversitate
Situată în ecoregiunea continentală, aria protejată conține 2 habitate naturale: Formațiuni ierboase bogate în specii de Nardus, dezvoltate pe substraturi silicioase în zone montane (și în zone submontane, în Europa continentală), Pajiști cu Molinia pe soluri calcaroase, turboase sau argilos-nămoloase (Molinion caeruleae).
La baza desemnării sitului se află mai multe specii protejate:
- păsări (2): ciocănitoarea de stejar (Dendrocopos medius), ciocănitoare neagră (Dryocopus martius)
- nevertebrate (1): Euplagia quadripunctaria